# Aspyr Media
Aspyr Media, Inc. 是美国德克萨斯州奥斯汀的一家游戏开发公司，专注于将Windows游戏移植到Mac OS X。公司成立于1996年，在2003年他们占有Mac游戏市场60%的份额，Aspyr的合作伙伴包括派拉蒙电影公司、卢卡斯艺术公司、美国艺电、动视和Eidos Interactive。

Aspyr公司旧标志 (1996年至2001年)

Aspyr公司旧标志 (2001年至2019年)

最近几年，Aspyr开始将主机游戏移植到Windows和GBA。另外，Aspyr也曾经发布过几张专辑和一些纪录片。2021年2月，拥抱者集团收购了Aspyr，置于Saber Interactive旗下。

## 版权保护
Aspyr使用SecuROM来保护游戏光盘。

## 发行游戏
至2010年，Aspyr已发布以下游戏：
- 星际大战：原力对决
- 决胜时刻2
- 决胜时刻4：现代战争
- 决胜时刻
- 文明IV：殖民
- 文明IV
- 文明IV：战神
- 文明V
- 防御阵形：觉醒
- 纪元1701
- 4x4悍马
- 雪域危机
- 死亡间谍：决断时刻
- 死亡轨道：复活
- futureU（英语：futureU）
- 流浪狗之家
- 造人
- 战争之人
- 战争之人：赤潮
- 死灵幻象
- 帕拉世界
- 益智之谜：星河大战
- 十三世纪(游戏)
- 文明VI